# 241 Pizza
241 Pizza est une chaîne canadienne franchisée de pizzerias à service rapide dont le siège social est situé dans le quartier torontois de Scarborough, en Ontario.
241 Pizza compte 62 établissements en Ontario, principalement dans le sud de la province, et s'est étendue au Canada avec des magasins dans d'autres provinces du pays, à Terre-Neuve, au Manitoba et en Saskatchewan. 241 Pizza est un concurrent d'autres chaînes de pizzas à service rapide comme Pizza Pizza, Pizza Hut, Little Caesar's, Domino's Pizza et Pizza Nova.

## Histoire
241 Pizza a été fondée à Toronto en 1986. Depuis, 241 Pizza s'est développée dans tout l'Ontario et possède des établissements dans quatre provinces.
La société mère de Coffee Time, Chairman's Brand Corp., acquiert 241 Pizza en octobre 2006. 